# Rio Beberibe
O rio Beberibe é um curso de água que banha o estado de Pernambuco, no Brasil. Tem sua nascente no município de Camaragibe com o encontro dos seus dois formadores: o rio Pacas e o rio Araçá Tem um curso de 24 quilômetros.
A bacia hidrográfica do Beberibe tem 79 quilômetros quadrados e está situada inteiramente na Região Metropolitana do Recife, passando por Camaragibe, Recife e por Olinda, fazendo confluência com o Rio Capibaribe antes de desaguar no oceano Atlântico. Os principais afluentes do Beberibe são o rio Morno e seu afluente rio Macacos, além dos canais Vasco da Gama e da Malária, e do riacho Lava-Tripas. Estes últimos cortam zonas pobres do Recife e de Olinda, desaguando no Beberibe grandes quantidades de poluição.
Por obra da engenharia, o rio Beberibe obteve outra foz, antes da confluência com o Capibaribe, transformando a antes península do Recife Antigo em outra ilha, entre as tantas que formam a cidade.

## Etimologia
Há controvérsias no tocante ao significado do topônimo Beberibe, que vem do tupi.
- Para o tupinólogo Eduardo de Almeida Navarro, o termo teria origem na composição das palavras îabebyra (arraia), 'y (rio) e -pe (em), significando, portanto, no "no rio das arraias".[7]
- Para Teodoro Fernandes Sampaio, grafando "Bibiribe", o topônimo significaria "no rio que vai e vem", por meio da composição entre bibi (o que vai e vem), y (rio) e pe ou be (em). Ele ainda apresenta uma versão alternativa com base em um documento antigo em que se lia "yabebiry", traduzido como "rio das arraias", por meio da composição entre yabebir (arraia, de ya-pé-byra, "o que tem a pele áspera ou pele de lixa") e y (rio).[2][não consta na fonte citada]
- Silveira Bueno explica "yabebiry" como "rio empolado, onduloso".
- Para Paulino Nogueira, Beberibe significaria "lugar onde a cana cresce".

## História
Em 1910, a Comissão de Saneamento do Recife elaborou uma série de estudos com o objetivo de aumentar a oferta de água para a sua população. De acordo com os historiadores de Pernambuco, as ações governamentais para o tratamento da água do Rio Berberibe não foram suficientes para a solução dos problemas. Atualmente, grande parte das águas do rio Beberibe e seus afluentes está inserida no estágio de poluição total.